# Procès pour responsabilité de guerre (Finlande)
Le procès pour responsabilité de guerre (finnois : Sotasyyllisyysoikeudenkäynti) désigne un procès mené en Finlande en 1945 et 1946, par lequel les membres du gouvernement de la Finlande pendant la guerre de continuation ont été jugés,.
Le procès s'est tenu au Palais des États à Helsinki.

## Contexte
Déjà pendant la Seconde Guerre mondiale, les Alliés de la Seconde Guerre mondiale décident que les dirigeants politiques des puissances de l'Axe, en tant qu'initiateurs de la guerre, doivent être tenus pour responsables.
Ceci est provisoirement convenu dans la déclaration de Moscou du 30 octobre 1943.
L'armistice de Moscou, signée le 19 septembre 1944, comprend l'article 13 suivant :
« La Finlande s'engage à collaborer avec les puissances alliées à l'arrestation des personnes accusées de crimes de guerre et à leur jugement ».
L'interprétation de l'article 13 suscité une incertitude : ne concerne que les criminels de guerre ou aussi les dirigeants politiques ?
Les pays vainqueurs ont aussi des points de vue divergents.
L'interprétation selon laquelle il ne s'agira que des criminels de guerre est confirmée par la liste des personnes coupables de crimes de guerre donnée le 19 octobre 1944 par le Conseil de contrôle allié au Premier ministre de l'époque Urho Castrén.
La liste ne comptait aucun dirigeant politique finlandais.
Lorsque le Parlement approuve l'accord de cessez-le-feu, l'accent est mis sur le rétablissement des frontières du Traité de Moscou de 1940, la cession de Petsamo à l'Union soviétique, les réparations de guerre (fi) et la location de Porkkala pour servir de base militaire soviétique, et peu d'attention est portée à l'article 13.
Cependant, comme l'indique clairement la Déclaration de Moscou du 30 octobre 1943, les puissances ont aussi l'intention de poursuivre pour d'autres actions.
Le diplomate soviétique Pavel Orlov (fi) du Conseil de contrôle allié, publie en janvier 1945 une déclaration aux journalistes étrangers arrivés en Finlande, dans laquelle il ne mentionne rien sur la poursuite en justice des dirigeants politiques finlandais en temps de guerre.
Concernant l'article 13 de l'accord de cessez-le-feu, Pavel Orlov a déclaré « que les Finlandais devaient résoudre eux-mêmes la question des coupables de guerre, car si ces personnes sont autorisées à rester au pouvoir et à influencer constamment la politique finlandaise, nos soupçons seront justifiés ».
Les Finlandais ont l'impression que la question de la culpabilité de guerre n'entrera pas dans le cadre de la mise en œuvre de l'accord de cessez-le-feu, mais que la Commission de surveillance exigera seulement que les chefs de guerre quittent leur siège.
Dans son discours au Parlement fin janvier, le Premier ministre Juho Paasikivi a appelé le peuple à s'éloigner de la politique "pour faciliter les relations nécessaires et confidentielles entre la Finlande et l'Union soviétique".
Dans le même temps, Juho Paasikivi a annoncé que le gouvernement mettrait en place un comité pour enquêter sur les activités officielles des dirigeants politiques finlandais en temps de guerre et sur leur légalité.
Le Conseil de contrôle allié et le Parti communiste de Finlande ont soulevé la question des procès à plusieurs reprises au cours du printemps et de l'été 1945.
Lorsque la Charte de Londres du Tribunal militaire international du 8 août 1945 définit trois types de crimes, les crimes de guerre, les crimes contre la paix et les crimes contre l'humanité, il est devenu évident que la Finlande ne pouvait pas être le seul pays combattant du côté allemand dont les dirigeants ne seraient pas condamnés.
Le 11 septembre, le parlement a adopté une loi permettant de poursuivre les responsables de guerre. La Cour suprême de Finlande et d'éminents experts judiciaires ont protesté contre la loi comme étant en conflit avec la Constitution finlandaise et contraire aux principes juridiques occidentaux (elle a été conçue pour s'appliquer rétroactivement), mais ils n'ont pas commenté sa nécessité politique.
Le public finlandais l'a considéré comme une parodie de la primauté du droit.
Juho Kusti Paasikivi, qui était à l'époque Premier ministre de la Finlande, est connu pour avoir déclaré que les conditions de l'armistice concernant cette question ne respectaient pas toutes les lois.

## Le procès

### Les parties
Le procès a lieu au Palais des États du 15 novembre 1945 au 21 février 1946 en un total de 23 sessions.
La cour spéciale est composée de trois juristes: le Président de la Cour suprême de Finlande Hjalmar Neovius et après sa démission en décembre 1945 pour des raisons de santé son remplaçant Oskar Möller, le Président de la Cour administrative suprême Urho Castrén, le professeur Kaarlo Kaira ainsi que 12 membres nommés par le Parlement: Otto Toivonen, Kalle Hakala et Lauri af Heurlin du SDP; Eino Pekkala, Aaro Uusitalo et Hertta Kuusinen du SKDL; Lauri Riikonen, Juho Pilppula et Anshelm Alestalo du parti agrarien; Arno Tuurna du Kokoomus; Tor Therman du RKP ainsi que Heikki Kannisto de l'Edistyspuolue.
Parmi les membres élus par le Parlement, af Heurlin, Pekkala, Riikonen, Tuurna et Kannisto sont juristes.
Un suppléant est nommé pour chaque membre de la Cour.
Le procureur est le chancelier de justice Toivo Tarjanne.
Les accusés sont défendus par l'ancien ministre des Affaires étrangères et ambassadeur Hjalmar J. Procopé et chaque accusé a un avocat personnel choisi parmi les meilleurs avocats du bareau.
Un bureau pour la défense est installé à l'hôtel Andrea, dirigé par le journaliste-député Yrjö Kilpeläinen.

### Les condamnations
Les jugements définitifs rendus le 21 février 1946 sont :
| Condamné        | Position                         | Peine                          |
| --------------- | -------------------------------- | ------------------------------ |
| Risto Ryti      | Président de la république       | 10 ans en institut pénitencier |
| J. W. Rangell   | Premier ministre                 | 6 ans de prison                |
| Edwin Linkomies | Premier ministre                 | 5 ans et 6 mois de prison      |
| Väinö Tanner    | Ministre                         | 5 ans et 6 mois de prison      |
| T. M. Kivimäki  | Ambassadeur de Finlande à Berlin | 5 ans de prison                |
| Henrik Ramsay   | Ministre                         | 2 ans et 6 mois de prison      |
| Antti Kukkonen  | Ministre                         | 2 ans de prison                |
| Tyko Reinikka   | Ministre                         | 2 ans de prison                |
|                 |                                  |                                |

Les condamnés ont purgé leur peine à la Prison d'Helsinki.

## Libérations
Après la ratification du traité de paix de Paris par l'Union soviétique le 29 août 1947 et le départ de la Commission de contrôle de Finlande en fin septembre de la même année, Antti Kukkonen et Tyko Reinikka, qui ont écopé de la peine d'emprisonnement la plus courte, sont libérés sur parole en octobre 1947 après avoir purgé 5/6 de leur peine.
Condamné à deux ans et demi de prison, Henrik Ramsay, est libéré de prison pour Noël 1947.
Les autres accusés sont libérés sur parole conformément à la loi après purgé la moitié de leur peine.
Jukka Rangell sera le dernier à sortir de prison le 21 février 1949.
En mai 1949, le président J. K. Paasikivi gracie Risto Ryti, hospitalisé depuis l'automne 1948, pour des raisons de santé; en même temps, il gracie Jukka Rangell, Väinö Tanner, Edwin Linkomies et Toivo Kivimäki, qui étaient toujours en liberté conditionnelle.
Selon les pratiques normales de libération, Risto Ryti n'aurait été libéré de prison qu'en février 1951, mais il avait déjà été transféré à l'hôpital de Kivelä en octobre 1948 en raison d'une grave maladie.
Pour Ryti lui-même, la décision de grâce signifiait en pratique seulement que les policiers qui montaient la garde ont quitté l'hôpital.
La libération des personnes condamnées pour crimes de guerre du restant de leur peine leur a permis de regagner la confiance civique qu'elles avaient perdue.
De cette façon, Edwin Linkomies et Toivo Kivimäki ont pu retrouver leur poste de professeur à l'Université d'Helsinki, et avec le retour de son éligibilité, Väinö Tanner sera de nouveau  élu au parlement lors des élections législatives de 1951 et Antti Kukkonen aux élections législatives de 1954.
D'autres sont également revenus à divers postes et positions publiques, à l'exception de Risto Ryti, qui s'est retiré de la vie publique et a passé ses dernières années chez lui à Kaivopuisto.
La première tentative d'annulation des condamnations a lieu en 1956, lorsque les députés du Parti de la coalition Johannes Wirtanen et Jaakko Hakala en ont fait une question parlementaire.
Le ministre de la Justice de l'époque, Arvo Helminen, reconnait dans sa réponse qu'il y a "des points de vue assez différents" sur la loi sur la culpabilité de guerre et le procès qui s'est ensuivi dans des circonstances exceptionnelles, mais il déclare « qu'il n'est pas nécessaire d'annuler les condamnations car cela serait contraire au traité de paix ».

## Critiques
Selon Max Jakobson, le procès pour crimes de guerre n'était pas une question de vérité historique, mais une « réparation de guerre politique » pour l'Union soviétique.
En 2008, le petit-fils de Väinö Tanner a fait appel du verdict devant la Cour européenne des droits de l'homme, et en 2009, le ministère de la Justice a décidé de commander un rapport sur le procès pour crimes de guerre à Jukka Lindstedt, conseiller juridique de la présidente Tarja Halonen.
Le rapport achevé est publié le 13 mars 2010, par coïncidence à l'occasion du 70e anniversaire du traité de paix de Moscou, qui a mis fin à la guerre d'hiver, bien que les deux questions n'aient aucun lien de fond.
Le rapport de 2010 a constaté que l'état de droit n'avait pas été respecté dans le procès pour crimes de guerre. La loi punissant les auteurs de guerre violait, entre autres, l'interdiction de la rétroactivité dans la législation.
Le droit de la culpabilité de guerre est contraire à l'interdiction des tribunaux extraordinaires.
Dans le cadre de la publication du rapport, Jukka Lindstedt a suggéré une déclaration du gouvernement sur la question des crimes de guerre, et la présidente Tarja Halonen a déclaré qu'elle réfléchissait à la question. Cependant, aucun avis n'a été rendu.